# Magnolia Shopping Center
Magnolia Shopping Center este un centru comercial în Brașov, inaugurat la data de 16 noiembrie 2006. Este localizat în sud-estul municipiului Brașov, în Valea Cetății, și are o suprafață închiriabilă de circa 7.500 metri pătrați. Investiția companiei Temvar s-a ridicat la aproximativ 9,5 milioane de euro. Magnolia Shopping Center se află în prezent în proprietatea companiei Miller Development, parte a grupului englez Miller Group.